# Соловецьке (Шабалінський район)
Солове́цьке (рос. Соловецкое) — село у складі Шабалінського району Кіровської області, Росія. Входить до складу Новотроїцького сільського поселення.
Населення становить 264 особи (2010, 332 у 2002).
Національний склад станом на 2002 рік — росіяни 98 %.